# Allactaga tetradactyla
El jerbo de cuatro dedos (Allactaga tetradactyla) es un pequeño mamífero roedor saltador que habita el desierto de Egipto y Libia. Esta especie de jerbo de la subfamilia Dipodinae que esta amenazado y vive en las marismas salinas cercanas a las costas y desiertos arcillosos y secos. Tiene los miembros posteriores largos; los anteriores, cortos; y unas orejas largas de la misma longitud que la cabeza, su piel es del color de la arena y en esta construye madrigueras, su bajo vientre es color blanco. 